# Хоральная синагога (Минск)
Минская хоральная синагога — бывшая главная синагога в Минске, располагавшаяся по адресу ул. Володарского, 5. Сегодня частично перестроенное здание занимает Национальный академический драматический театр имени Максима Горького.

## История

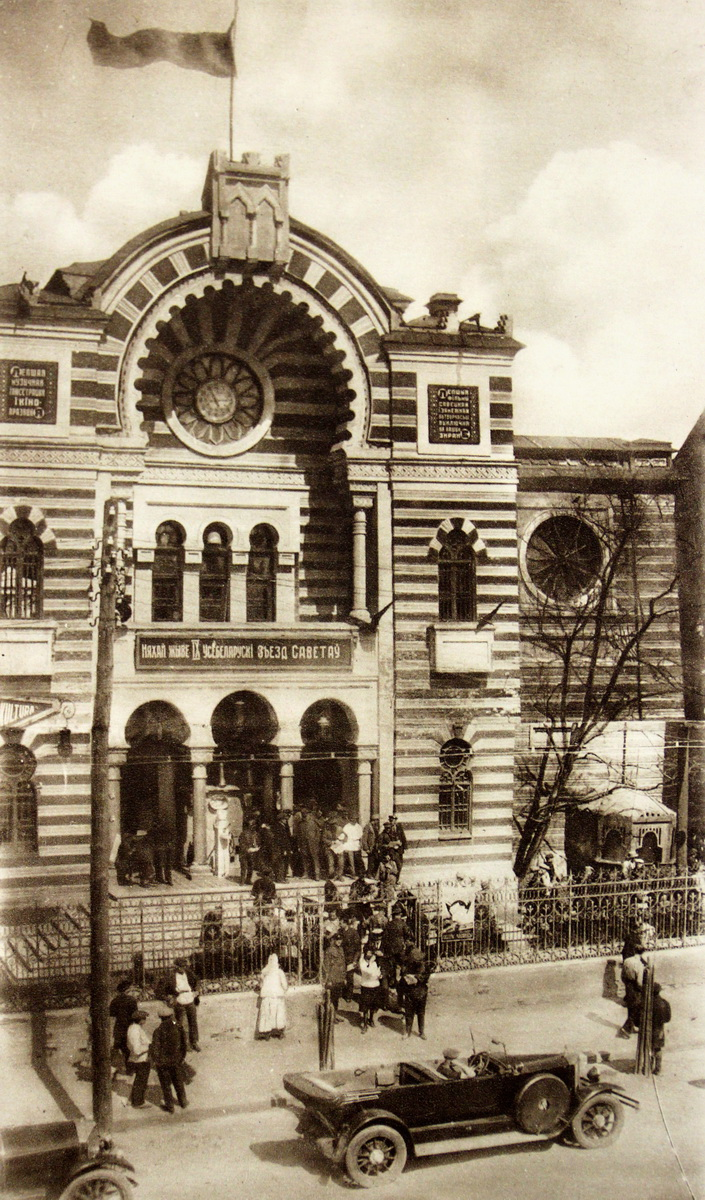
Кинотеатр «Культура», 1932 год

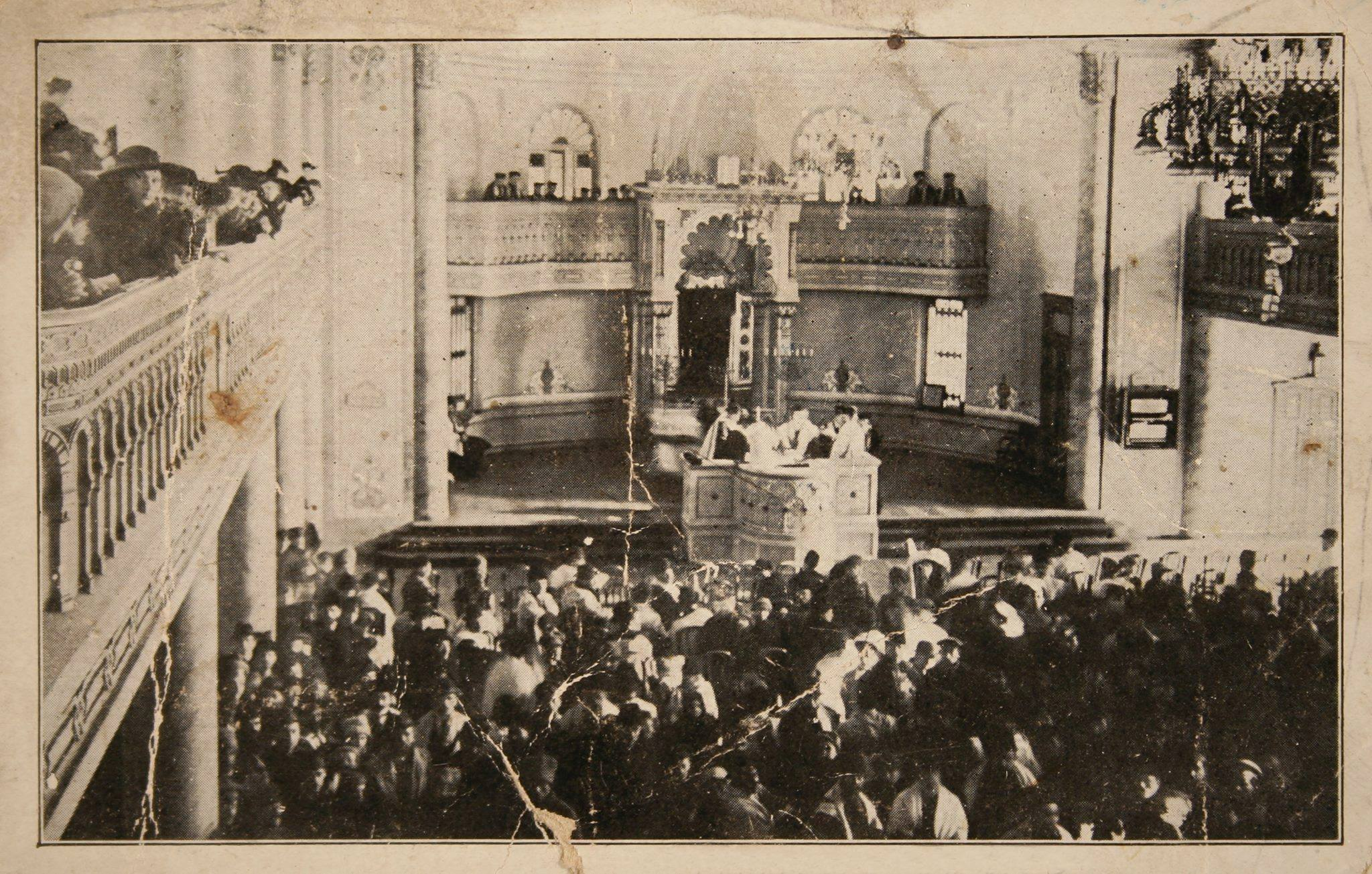
Синагога в начале XX века

Синагога была построена в 1906 году в мавританском стиле. Средства на её возведение выделила многочисленная еврейская община города по инициативе минского врача О. Лунца. Композиционно здание состояло из двух частей: парадного портала у входа и ритуального зала, расположенного по оси входа. Вход в здание имел вид высокой величественной арки, над которой было большое круглое окно — так называемое око Аарона. В целом синагога была чрезвычайно красочна, пластична и богата светлыми оттенками.

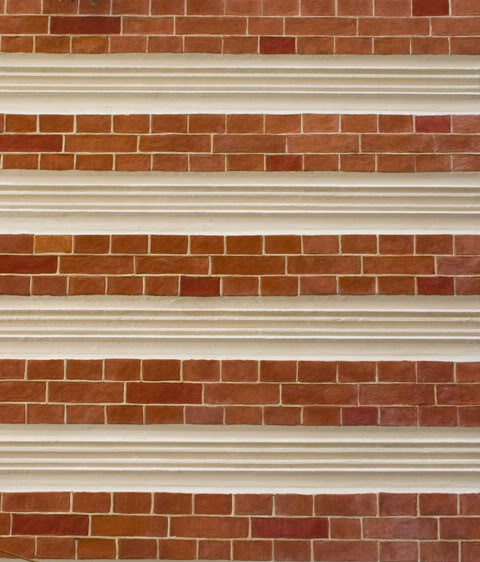
Полосатая кирпичная кладка сохранилась на боковых фасадах Национального академического драматического театра имени Максима Горького

После Октябрьской революции здание синагоги было приватизировано, а в 1923 году синагогу переоборудовали в Национальный еврейский театр БССР, где проводились лекции, съезды и демонстрировались фильмы. Позже здесь разместился Дом культуры секретариата ЦИК имени М. В. Фрунзе. В ноябре 1926 года здание было передано в пользование созданной организации Белгоскино. Вскоре здесь открылся кинотеатр «Культура» — один из самых крупных на то время в Беларуси. Зрительный зал «Культуры», а изначально хоральный зал, славился отличной акустикой. Здесь предпочитали выступать во время своих гастролей известные певцы и артисты, такие как Владимир Маяковский, Леонид Утёсов, Сергей Лемешев и другие.
После Великой Отечественной войны здание кинотеатра было перестроено под Русский драматический театр имени Максима Горького (архитектор М. И. Бакланов). Сейчас это большое трёхэтажное здание, почти прямоугольное в плане, симметричной объёмно-пространственной композиции. Внутреннее пространство также решено симметрично. Бывший центральный неф переоборудован в зрительный зал, боковые — в фойе.
Здание представляет собой памятник эклектичной архитектуры с позднейшими изменениями. Историко-культурный памятник регионального значения. Сегодня здание занимает Национальный академический драматический театр имени Максима Горького. На здании установлены мемориальные доски В. В. Маяковскому и в честь VI Всебелорусского съезда Советов.

Синагога в фотографиях
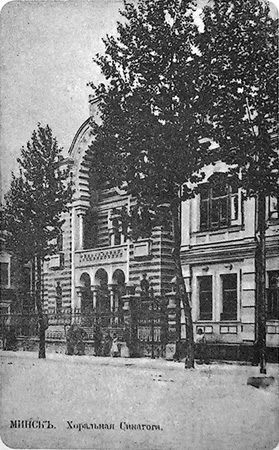
В начале XX века
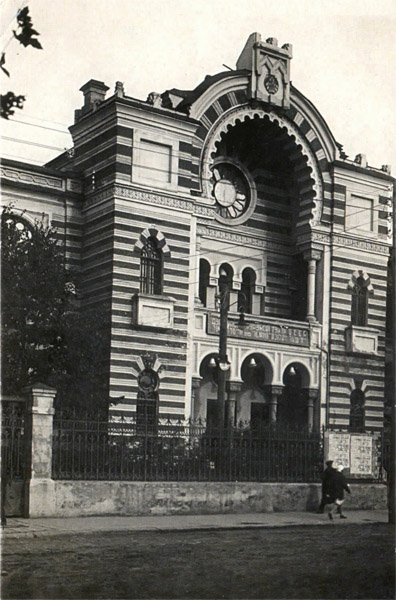
Государственный еврейский театр
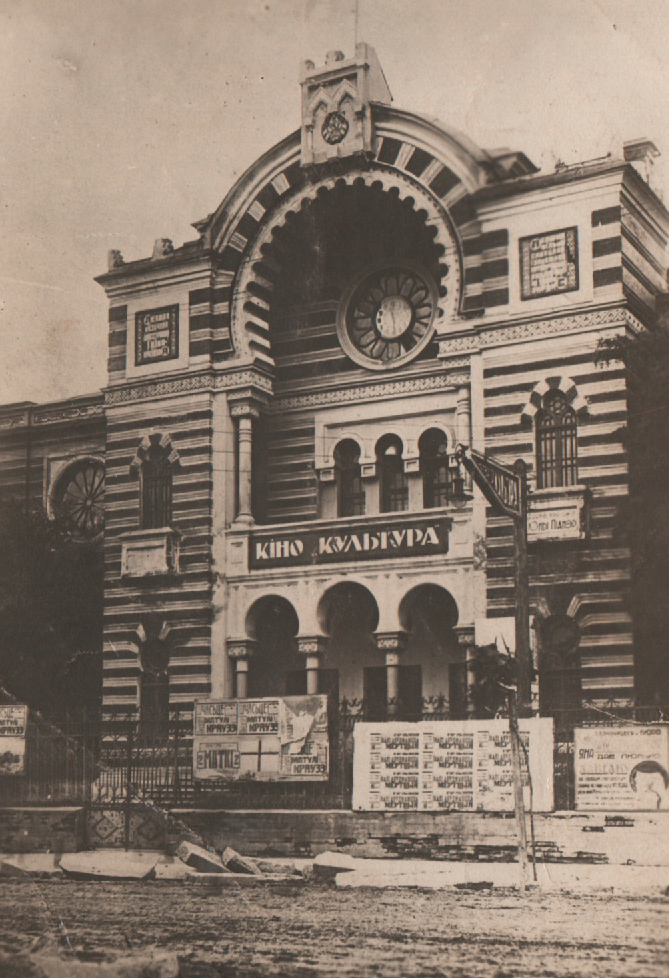
Кинотеатр «Культура»
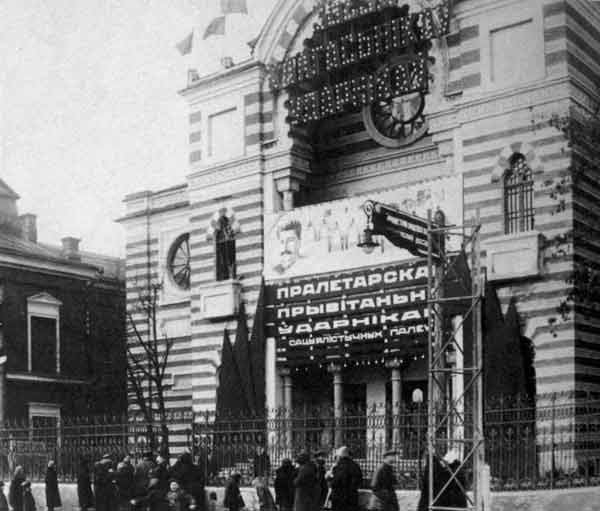
Первый Всебелорусский съезд колхозников-ударников (15—19 апреля 1933 года)
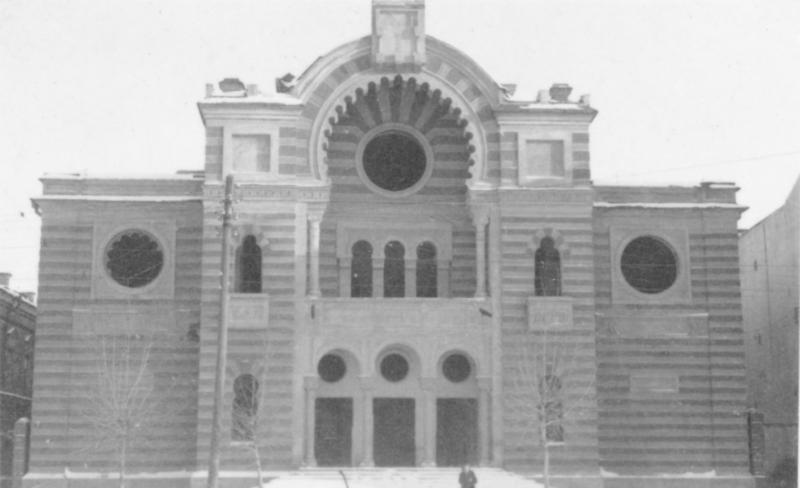
В 1942 году
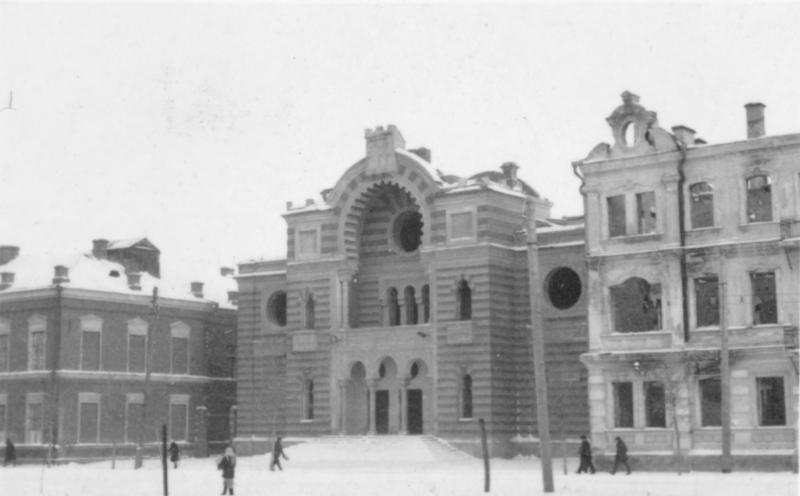
В 1942 году
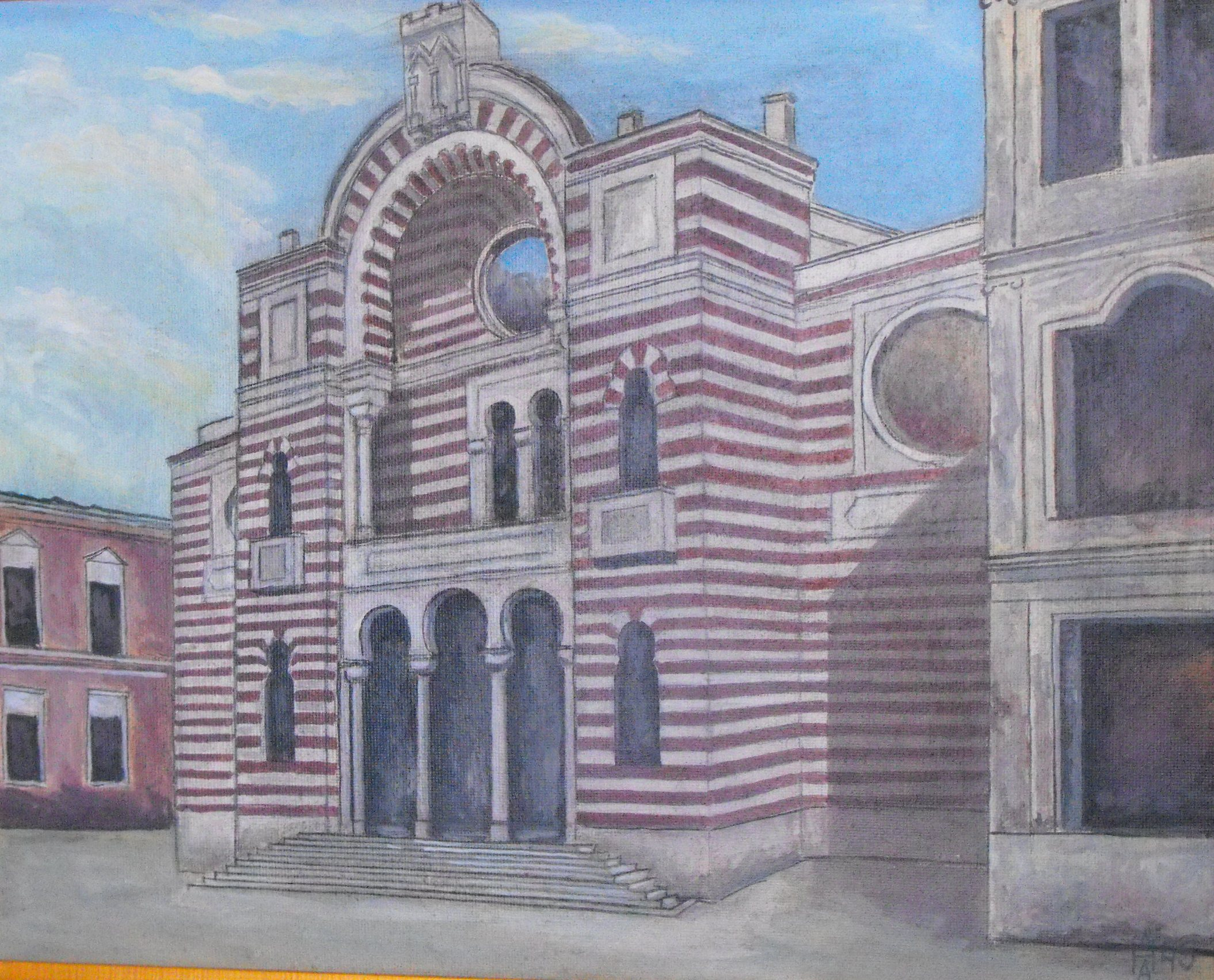
Здание в 1945 году (работа Анатолия Наливаева)
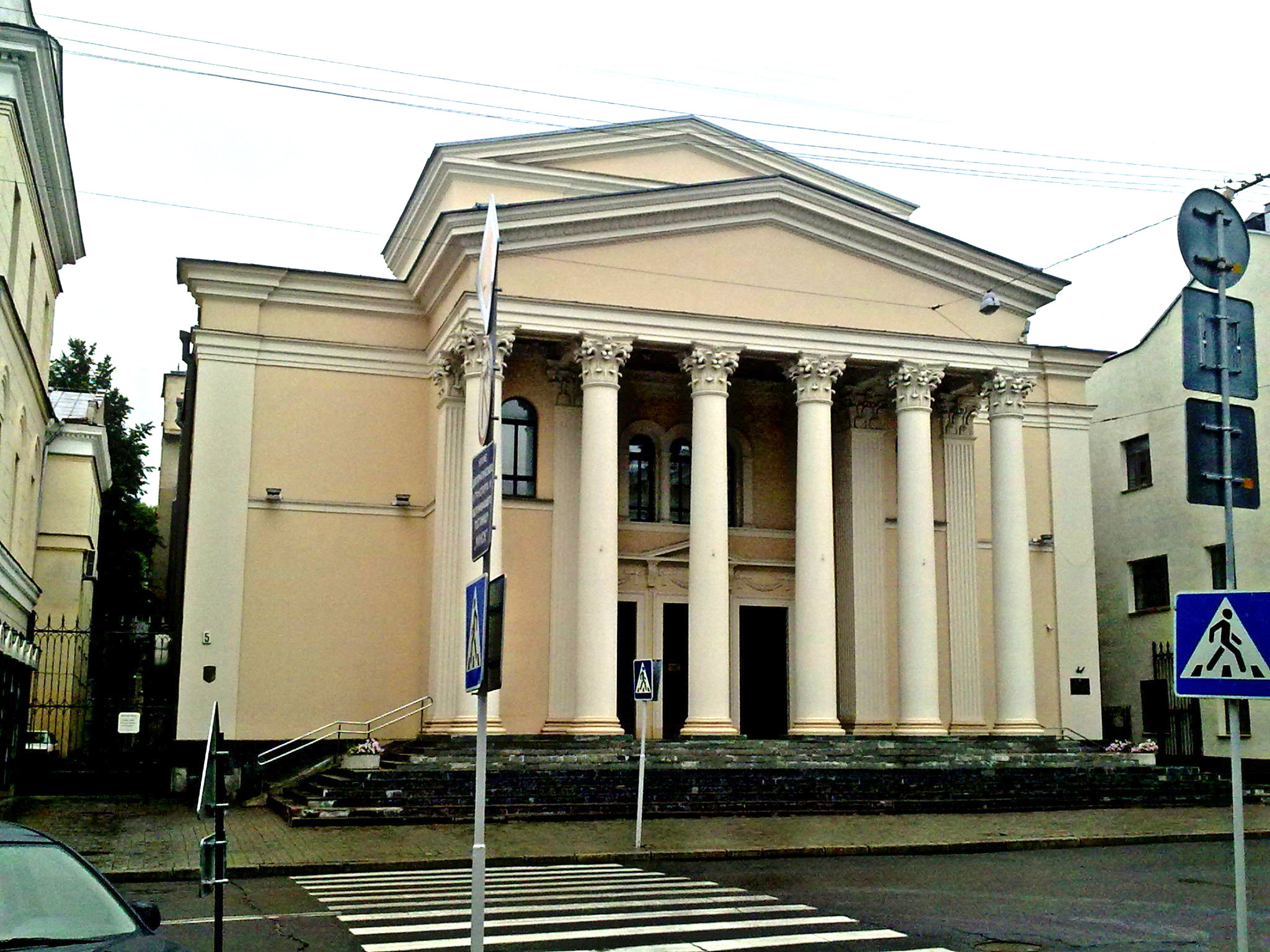
Нынешнее время